# Las estrellas capturadas
Las estrellas capturadas es un cuento de hadas escrito por el escritor español Miguel Ángel Villar Pinto (1977-), publicado por primera vez en la colección de cuentos El bazar de los sueños junto a otros once cuentos en 2009.

## Trama
Luisito descubre que tiene un don muy especial: puede atrapar estrellas. Tras comentárselo a sus padres, estos ven en ello una oportunidad para enriquecerse. Así pues, siguiendo sus indicaciones, Luisito captura todas las estrellas del cielo y sus padres las venden. Pero, una vez el cielo está sin estrellas, y aunque todos desean que volviera a estar estrellado como antes, nadie cede las suyas para devolverlas a su sitio. Y así fue como «los hombres dejaron el cielo sin estrellas. Y como esta, suceden otras muchas cosas en el mundo».
- Datos: Q28503682